# NZ Близнецов
NZ Близнецов (лат. NZ Geminorum, HD 61913) — двойная звезда в созвездии Близнецов на расстоянии приблизительно 990 световых лет (около 304 парсек) от Солнца. Видимая звёздная величина звезды — от +5,72m до +5,52m.

## Характеристики
Первый компонент — красный гигант или яркий гигант, полуправильная переменная (SR)* S-звезда спектрального класса M3II-IIIS*, или M2, или M3+II-III, или M3III, или M5, или Mb. Масса — около 2,372 солнечных, радиус — около 196,511 солнечных, светимость — около 2428,597 солнечных. Эффективная температура — около 3650 К.
Второй компонент — коричневый карлик. Масса — около 54,91 юпитерианских. Удалён в среднем на 1,995 а.е..